# Ладвинская волость
Ла́двинская во́лость — волость в составе Петрозаводского уезда Олонецкой губернии.

## Общие сведения
28 июня 1875 г. Остречинская волость была переименована в Ладвинскую волость.
Волостное правление располагалось в селении Погостское.
В состав волости входили сельские общества, включающие 51 деревню:
- Ладвинское общество
- Ивинское общество
- Деревянское общество

На 1890 год численность населения волости составляла 5340 человек.
На 1905 год численность населения волости составляла 6457 человек. В волости насчитывалось 855 лошадей, 1930 коров и 2635 голов прочего скота.
Постановлением ВЦИК и СНК РСФСР от 4 августа 1920 года в населённых карелами местностях Олонецкой и Архангельской губерний была образована Карельская трудовая коммуна и волость вошла в состав Карельской трудовой коммуны. В 1923 году волость вошла в состав образованной Автономной Карельской ССР.
В ходе реформы административно-территориального деления СССР в 1927 году волость была упразднена. 
В настоящее время территория Ладвинской волости относится в основном к Прионежскому району Республики Карелия.